# Calumet (Michigan)
Pour les articles homonymes, voir Calumet (homonymie).
Calumet (prononcé kæljuˈmɛt ou localement kæljəˈmɛt) est un village du comté de Houghton, dans la péninsule supérieure du Michigan, aux États-Unis.
Calumet s’appelait « Red Jacket » au XIXe siècle du nom d'un chef amérindien.
Ancien centre du Pays du cuivre, il porte aussi le surnom de « Copper Town USA ».
Sa population est de 621 personne au recensement de 2020.

## Histoire
L'endroit qui deviendra Calumet est colonisé en 1864 sous le nom de Red Jacket du nom d'un chef de la tribu Seneca. C'est la localité voisine, Laurium, qui porte le nom de Calumet jusqu'en 1895. L'attribution officielle du nom de Calumet au village actuel ne date que de 1929.
Red Jacket prospère avec l'exploitation des riches mines de cuivre de la région et constitue une ville en 1867. La Calumet and Hecla Mining Company, basée à Boston, produit plus de la moitié du cuivre des États-Unis de 1871 à 1880. Outre l'extraction et la fusion du cuivre, la région développe également l'industrie laitière et le maraîchage. De nombreux immigrants s'y installent à la fin du XIXe siècle.
En 1900, Red Jacket compte 4 668 habitants. Le canton de Calumet qui comprend Red Jacket et les villes minières voisines, compte alors 25 991 habitants.
La population de Red Jacket commence à décliner après la grève du Pays du cuivre de 1913-1914 (en).
La veille de Noël 1913, la ville est le site d'une tragique bousculade qui fait soixante-treize victimes, pour la plupart des enfants, parmi les mineurs en grève et leurs familles réunis pour une fête au Italian Hall (en). La chanson 1913 Massacre (en) du chanteur folk Woody Guthrie est basée sur cet événement.
La baisse de la demande fait chuter le prix du cuivre après la Première Guerre mondiale. Des milliers de personnes quittent la région dans les années 1920, nombre d'entre elles s'installant alors à Detroit où l'industrie automobile est en plein essor.
Presque toutes les mines ferment pendant la Grande Dépression. En 1950, la population de Calumet n'est plus que de 1 256 personnes. L'exploitation minière se poursuit cependant à petite échelle, en particulier pendant la Seconde Guerre mondiale, jusqu'à ce qu'une grève y mette fin en 1968.

## Géographie
Selon le United States Census Bureau, le village a une superficie de 0,52 km2.
Situé à une altitude de 369 m au-dessus du niveau de la mer, Calumet se trouve au-dessus de 3 200 km de galeries, de puits et de chantiers miniers, vides depuis des décennies.
L'aéroport le plus proche est le Houghton County Memorial Airport (en) (KCMX) à Oneco.
Calumet n'est plus desservi par le bus, ni par le train.

## Démographie
Au recensement de 2010, 726 personnes, 376 ménages et 161 familles résidaient dans le village. La densité de population était de 1 400 habitants par km2. La composition raciale du village était de 96,8 % de blancs, de 0,4 % d'afro-américains, de 0,4 % d'amérindiens, de 0,3 % d'asiatiques, de 0,3 % d'autres races et de 1,8 % de deux races ou plus. Les hispaniques ou latinos de toute race représentaient 2,5 % de la population.
L'âge médian dans le village était de 40,4 ans. La composition par sexe du village était de 49,3% d'hommes et de 50,7% de femmes.

## Attractions
Outre le quartier historique de Calumet (en) qui figure dans le registre national des lieux historiques des États-Unis au titre de National Historic Landmark,, 
une grande partie du Keweenaw National Historical Park est à l'intérieur des limites du village car c'est principalement là qu'opérait la compagnie Calumet et Hecla.
L'ancienne caserne de pompiers de 1898 est inscrite au registre national des lieux historiques et abrite aujourd'hui le musée des pompiers.
Le théâtre de Calumet (en), qui a ouvert ses portes en 1900, est le premier opéra construit par une municipalité aux États-Unis.
Le Colosseum est la plus ancienne patinoire intérieure d'Amérique du Nord.
Fondée dans les années 1960, l'organisation artistique régionale Copper Country Associated Artists (CCAA) exploite une galerie et un atelier à Calumet.
La collection de la bibliothèque de Calumet et Hecla contiendrait plus de volumes que l'ensemble de la bibliothèque de l'État du Michigan.
La tradition du pasty, originaire de Cornouailles et qui a marqué tout le Pays du cuivre, reste populaire dans les événements locaux. Cet ingrédient majeur du régime alimentaire des anciens mineurs de cuivre est un mélange de viande, pommes de terre, rutabaga, carottes et oignons enveloppé dans une croûte à base de farine et de saindoux.

## Personnalités liées à Calumet
- Hunk Anderson, entraîneur des Fighting Irish de Notre Dame et des Bears de Chicago ;
- John Entenza, architecte américain connu pour ses conceptions modernistes ;
- Jeff Finger, joueur de hockey sur glace professionnel qui réside à Calumet pendant l'été ;
- Paul J. Smith, compositeur de musique, auteur de compositions pour Disney ;
- James Tolkan, acteur connu pour ses rôles dans les films Retour vers le futur et Top Gun.

## Galerie

Calumet vers 1900. Vue depuis l'est avec Oak Street au premier plan et les clochers jumeaux de Saint-Paul au centre droit.
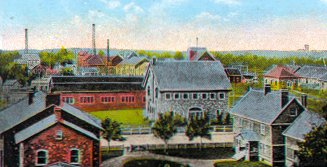
Bâtiments de la compagnie Calumet et Hecla vers 1910.
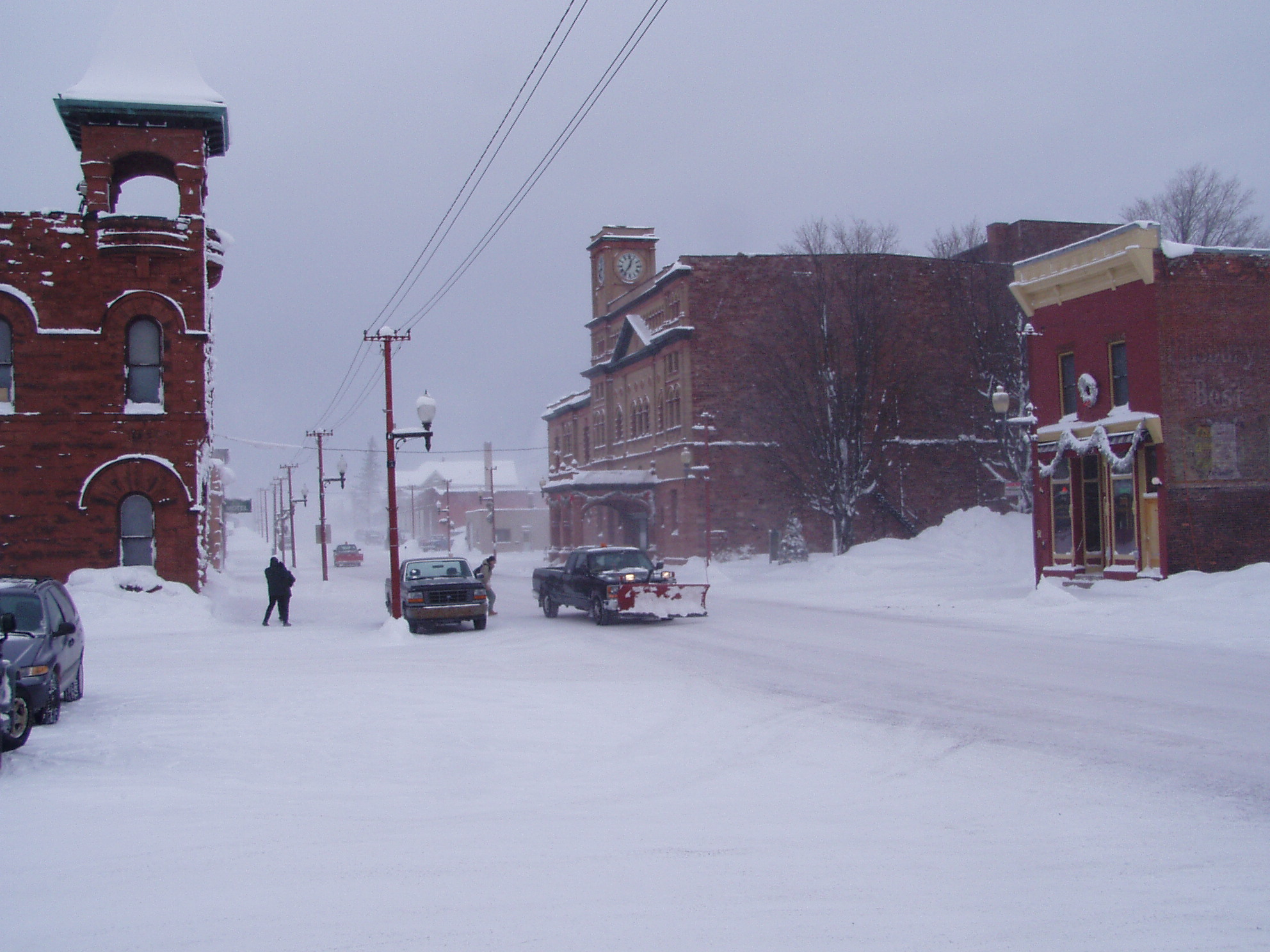
Le théâtre de Calumet (en) en 2004.
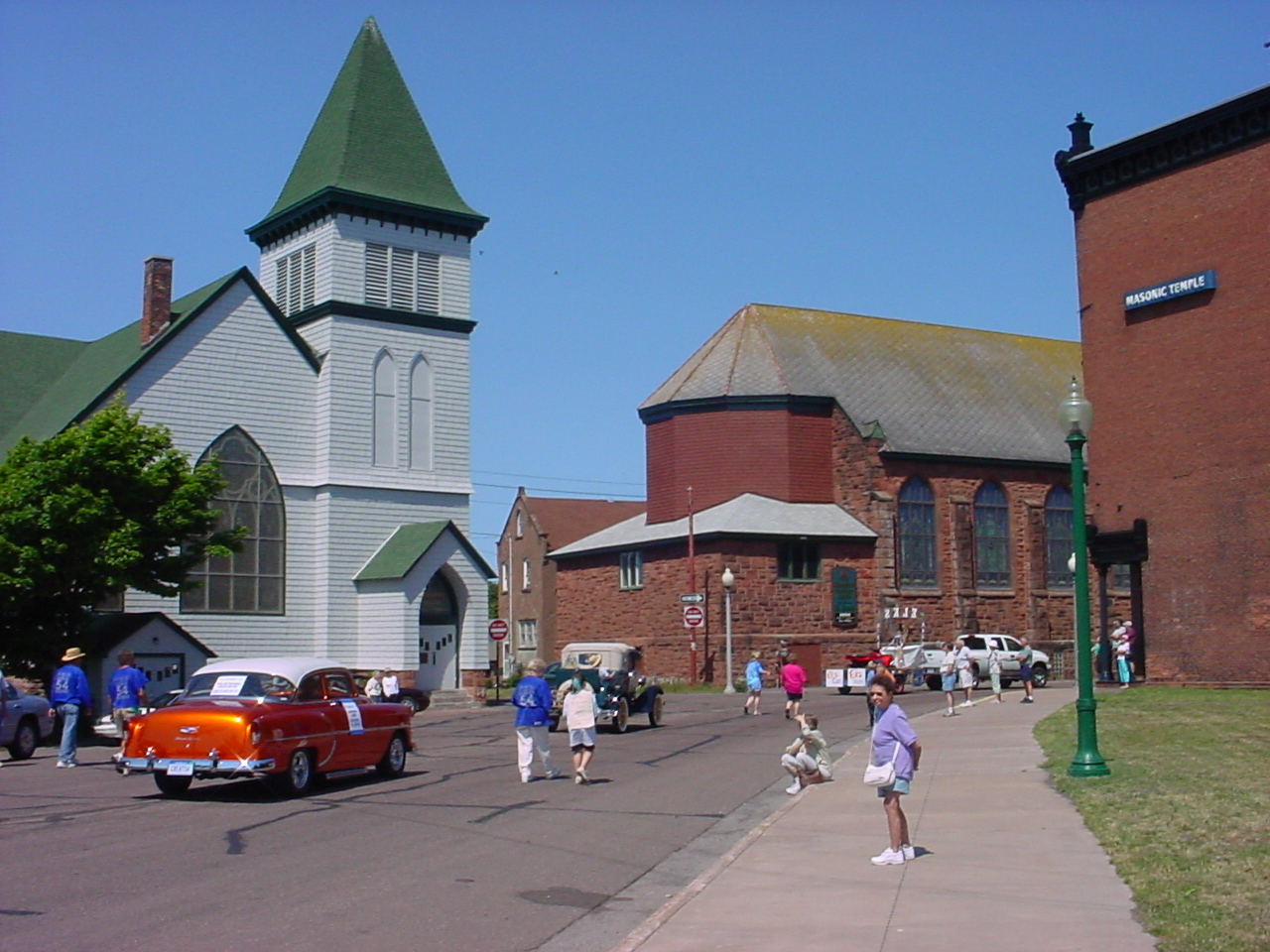
Une des églises en bois historiques.
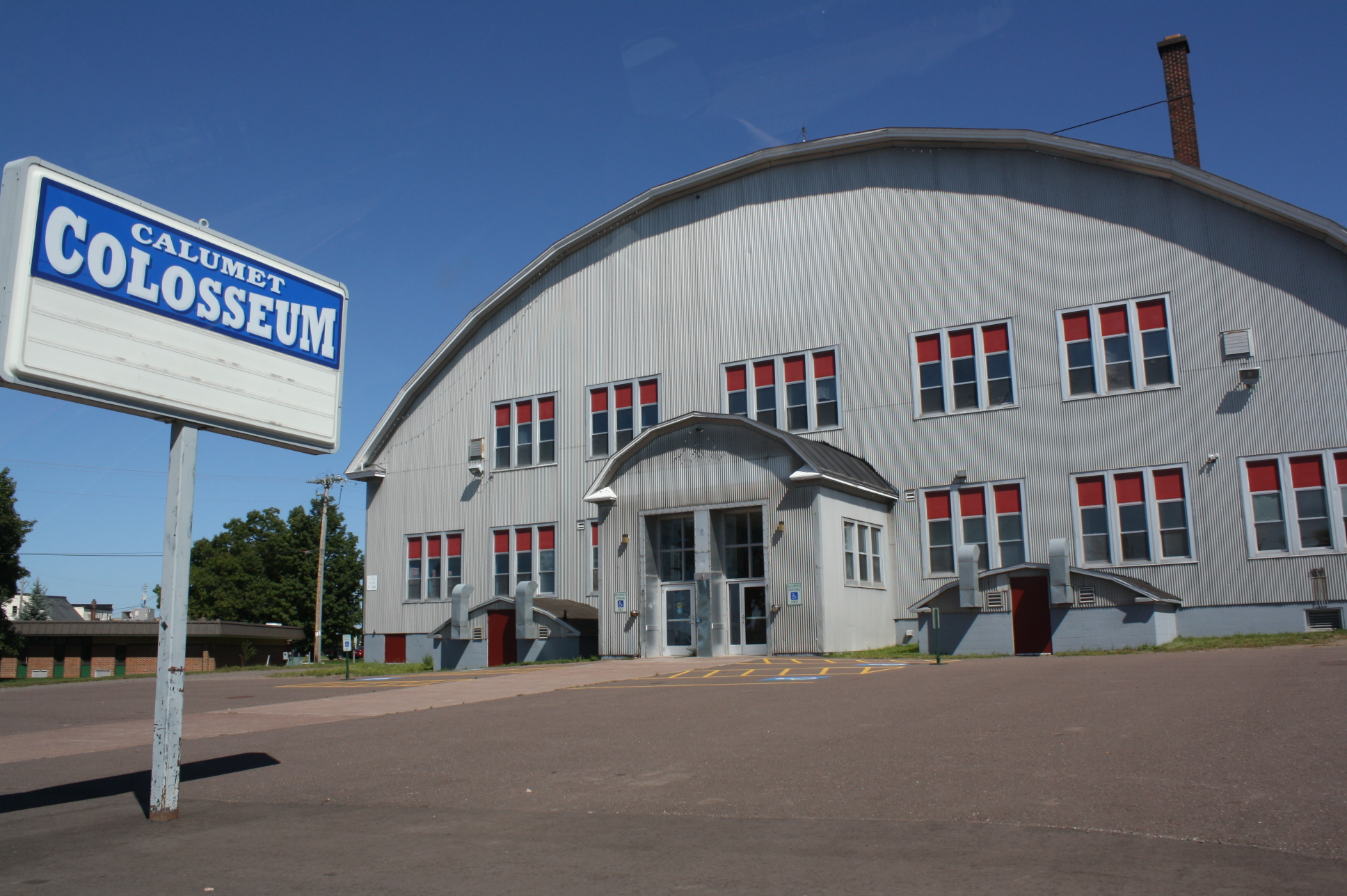
La patinoire Colosseum.
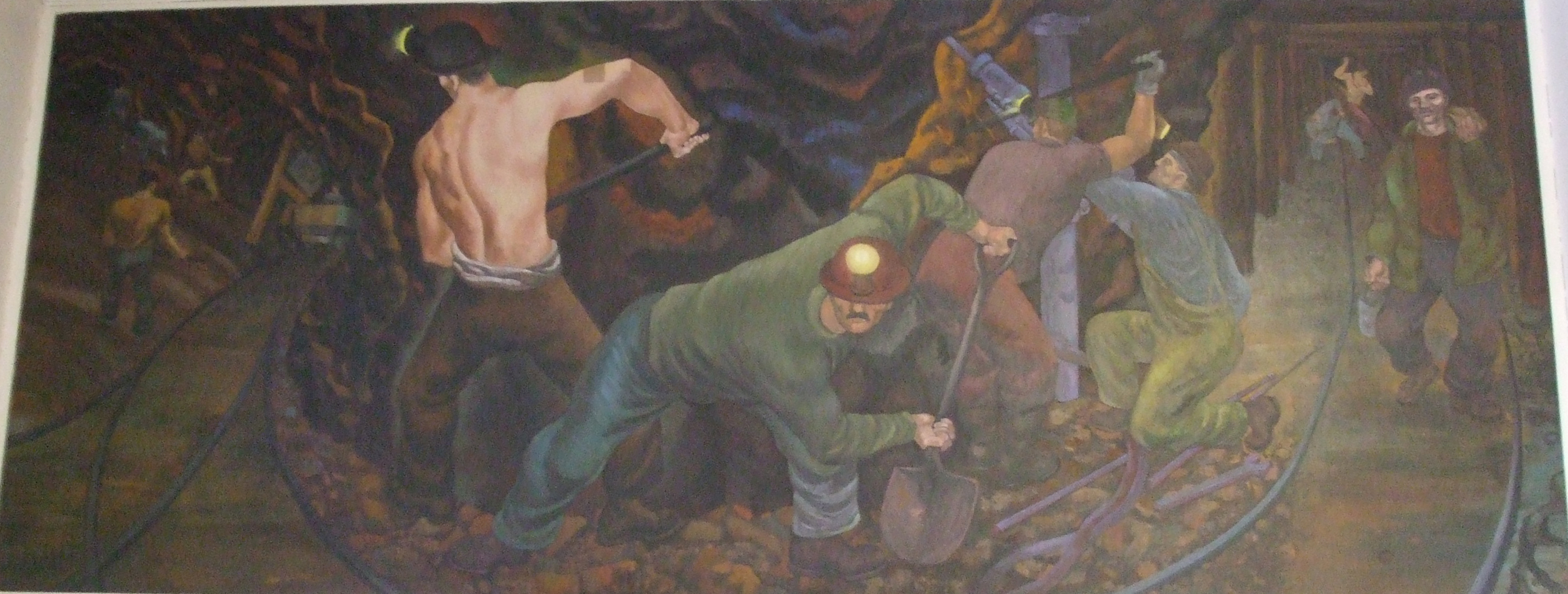
Peinture murale Copper Mining in Calumet au bureau de poste[11].